# Siouxština
Siouxština je jazyk, kterým dnes hovoří asi 25 000 příslušníků kmenů Lakota a Dakota (souhrnně Siouxové) v Severní Americe.

## Místní dialekty
Jazyk Siouxů má 3 hlavní regionální dialekty a poddialekty:
1. Východní dakotština (Dakhóta)
  - Santee
  - Sisseton
2. Západní dakotština (Dakȟóta)
  - Yankton
  - Yanktonai
3. Lakotština (Lakȟóta)
  - Severní lakotština
  - Střední lakotština
  - Jižní lakotština

Západní dakotština stojí uprostřed nářečního kontinua, foneticky je bližší východní dakotštině avšak z hlediska slovní zásoby a gramaticky má blíže lakotštině. Lakotové a západní Dakotové si navzájem rozumějí, avšak srozumitelnost východní dakotštiny je pro ně výrazně menší. Jazyk Siouxů je vzdáleně příbuzný též s jazyky kmenů Stoney a Assiniboi, jejichž mluvčí se označují jménem Nakhóta nebo Nakhóda. Tyto jazyky jsou však pro Lakoty a Dakoty nesrozumitelné.

### Srovnání fonetiky jednotlivých dialektů a pod-dialektů
| Siouxština | Siouxština         | Siouxština         | Siouxština          | Siouxština          | Assiniboinština | Stoneyština | Význam slova                                   |
| Lakotština | Západní dakotština | Západní dakotština | Východní dakotština | Východní dakotština |                 |             |                                                |
|            | Yanktonai          | Yankton            | Sisseton            | Santee              |                 |             |                                                |
| ---------- | ------------------ | ------------------ | ------------------- | ------------------- | --------------- | ----------- | ---------------------------------------------- |
| Lakȟóta    | Dakȟóta            | Dakȟóta            | Dakhóta             | Dakhóta             | Nakhóta         | Nakhóda     | přátelé, spojenci (též název národa / dialektu |
| lowáŋ      | dowáŋ              | dowáŋ              | dowáŋ               | dowáŋ               | nowáŋ           | nowáŋ       | zpívat                                         |
| ló         | dó                 | dó                 | dó                  | dó                  | nó              | nó          | větný důraz                                    |
| čísčila    | čísčina            | čísčina            | čístina             | čístina             | čúsina          | čúsin       | malý                                           |
| hokšíla    | hokšína            | hokšína            | hokšína             | hokšída             | hokšína         | hokšín      | chlapec                                        |
| gnayáŋ     | gnayáŋ             | knayáŋ             | hnayáŋ              | hnayáŋ              | knayáŋ          | hna         | podvést někoho                                 |
| glépa      | gdépa              | kdépa              | hdépa               | hdépa               | knépa           | hnéba       | zvracet                                        |
| kigná      | kigná              | kikná              | kihná               | kihná               | kikná           | gihná       | hladit někoho                                  |
| slayá      | sdayá              | sdayá              | sdayá               | sdayá               | snayá           | snayá       | namazat něco                                   |
| wičháša    | wičháša            | wičháša            | wičhášta            | wičhášta            | wičhášta        | wičhá       | muž                                            |
| kibléza    | kibdéza            | kibdéza            | kibdéza             | kibdéza             | kimnéza         | gimnéza     | vystřízlivět                                   |
| yatkáŋ     | yatkáŋ             | yatkáŋ             | yatkáŋ              | yatkáŋ              | yatkáŋ          | yatkáŋ      | pít něco                                       |

## Zajímavost
První spolehlivý slovník tohoto jazyka sestavil český lingvista Jan Ullrich. Slovník vydalo v roce 2008 Lakota Language Consortium (www.lakhota.org), organizace spolupracující s Colorado University a se všemi lakotskými rezervacemi na revitalizaci lakotštiny. Existuje i online verze slovníku na lakotadictionary.org/nldo.php.

## Příklady

### Číslovky
| Siouxsky    | Česky |
| waŋzi       | jeden |
| nuŋpa       | dva   |
| yamni       | tři   |
| topa        | čtyři |
| zaptaŋ      | pět   |
| šakpé       | šest  |
| šakowiŋ     | sedm  |
| šagadoġaŋ   | osm   |
| napćinwaŋka | devět |
| wikćemna    | deset |